# مدينة التطور

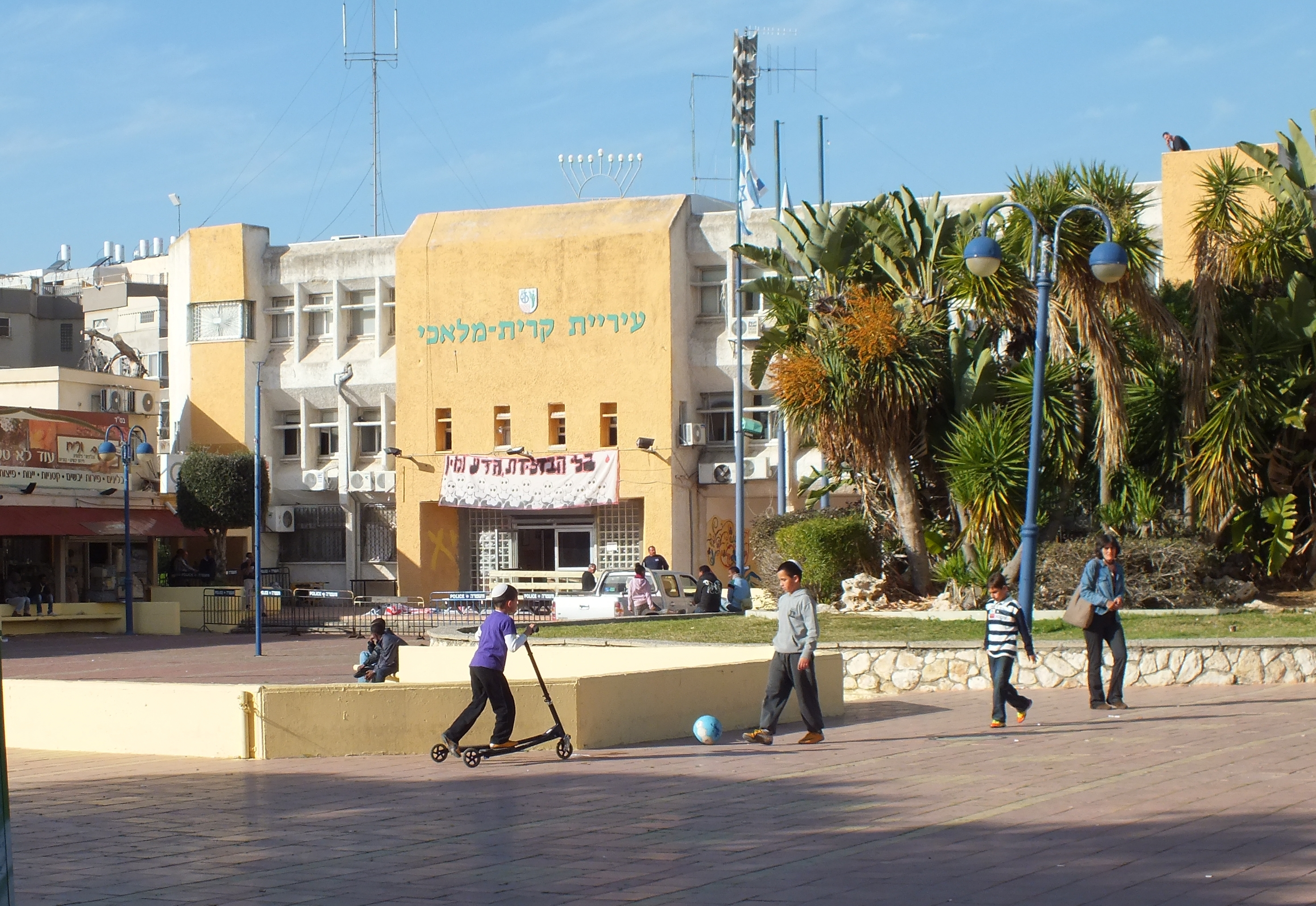
ساحة كريات ملاخي المركزية

مدينة التطور أو مدينة التنمية (بالعبرية: עיירת פיתוח‏) تطلق على المستوطنات التي أنشئت في إسرائيل في خمسينات القرن العشرين وأوائل الستينات، بهدف تعزيز إندماج مئات الآلاف من المهاجرين الجدد، حيت أن غالبية السكان الذين تم إرسالهم إلى هناك كانوا من اليهود السفارديون، في عام 1972 بلغ عدد سكان مدن التطور 20.3٪ من سكان إسرائيل (545.700 من أصل 2.686.700)، وفي عام 1987 أصبح 21٪ من إجمالي السكان (756.720 من 3.612.900). في عام 1995، بلغ عدد سكان هذه البلدات 1.039.800 نسمة من أصل 5.545.000 إسرائيلي، أي 19٪ من إجمالي عدد السكان.

## مقالات ذات صلة
- يهود مزراحيون
- هجرة اليهود من الاتحاد السوفيتي في تسعينات القرن العشرين

متسبي ريمون في صحراء النقب عام 1957.
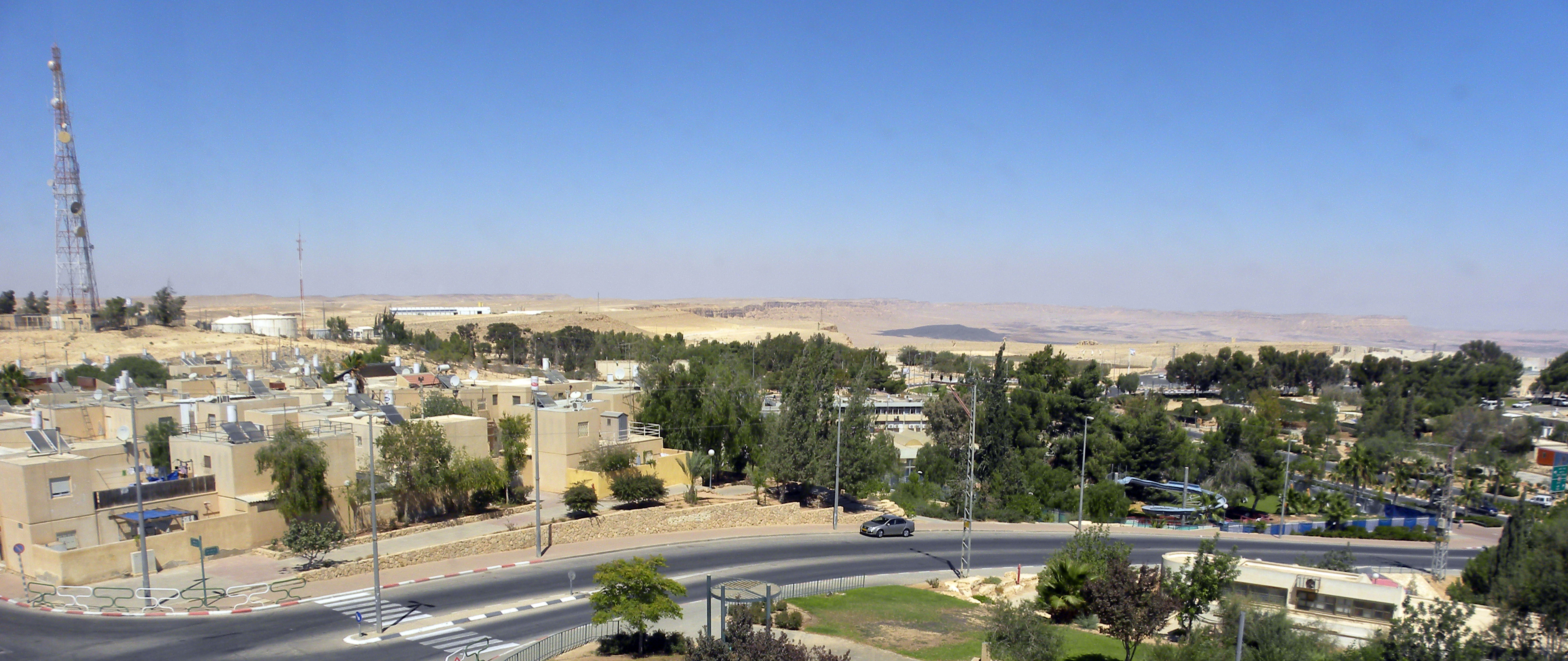
متسبي ريمون
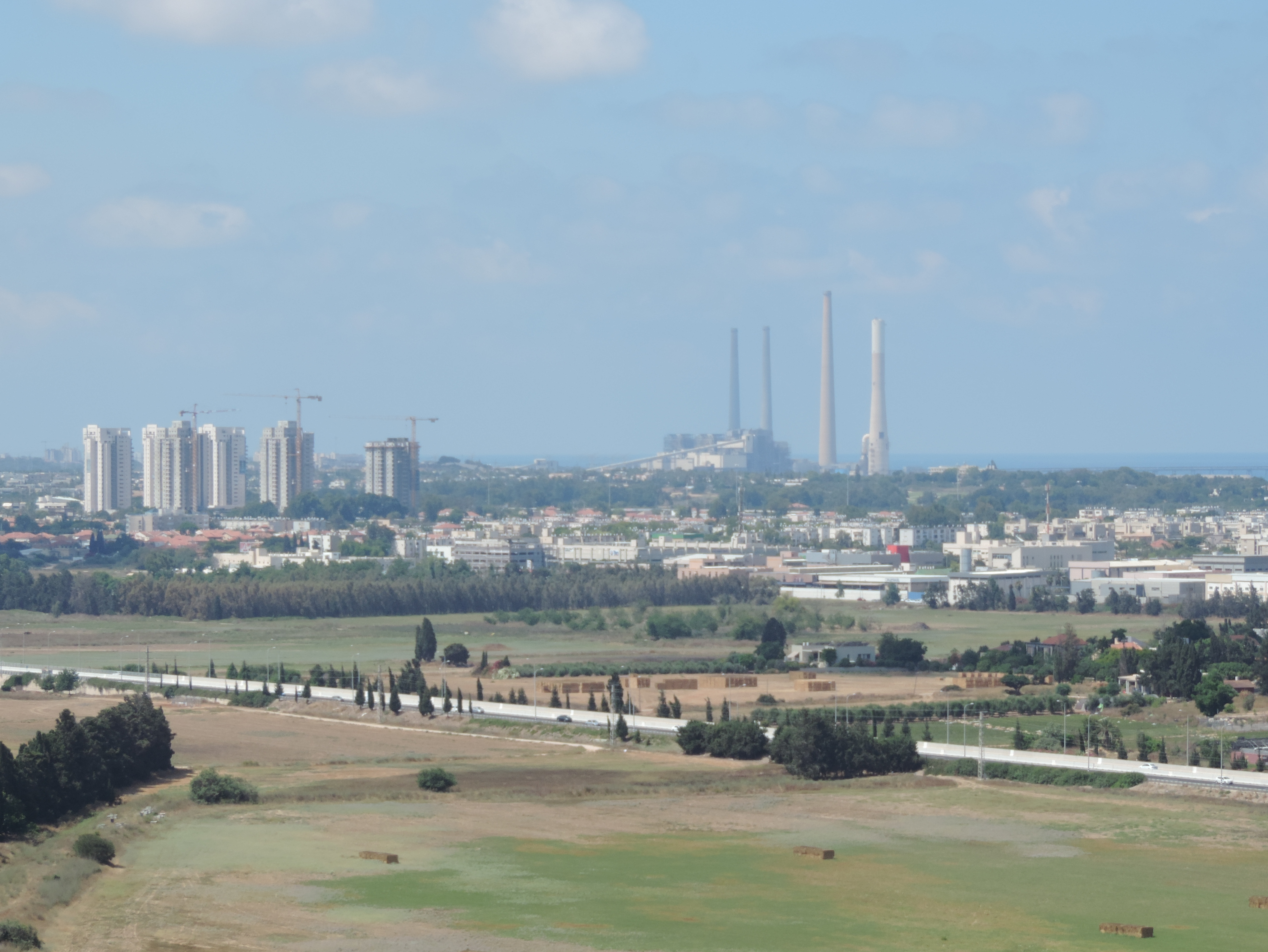
أور عقيفا ومحطة أوروت رابين (2017)
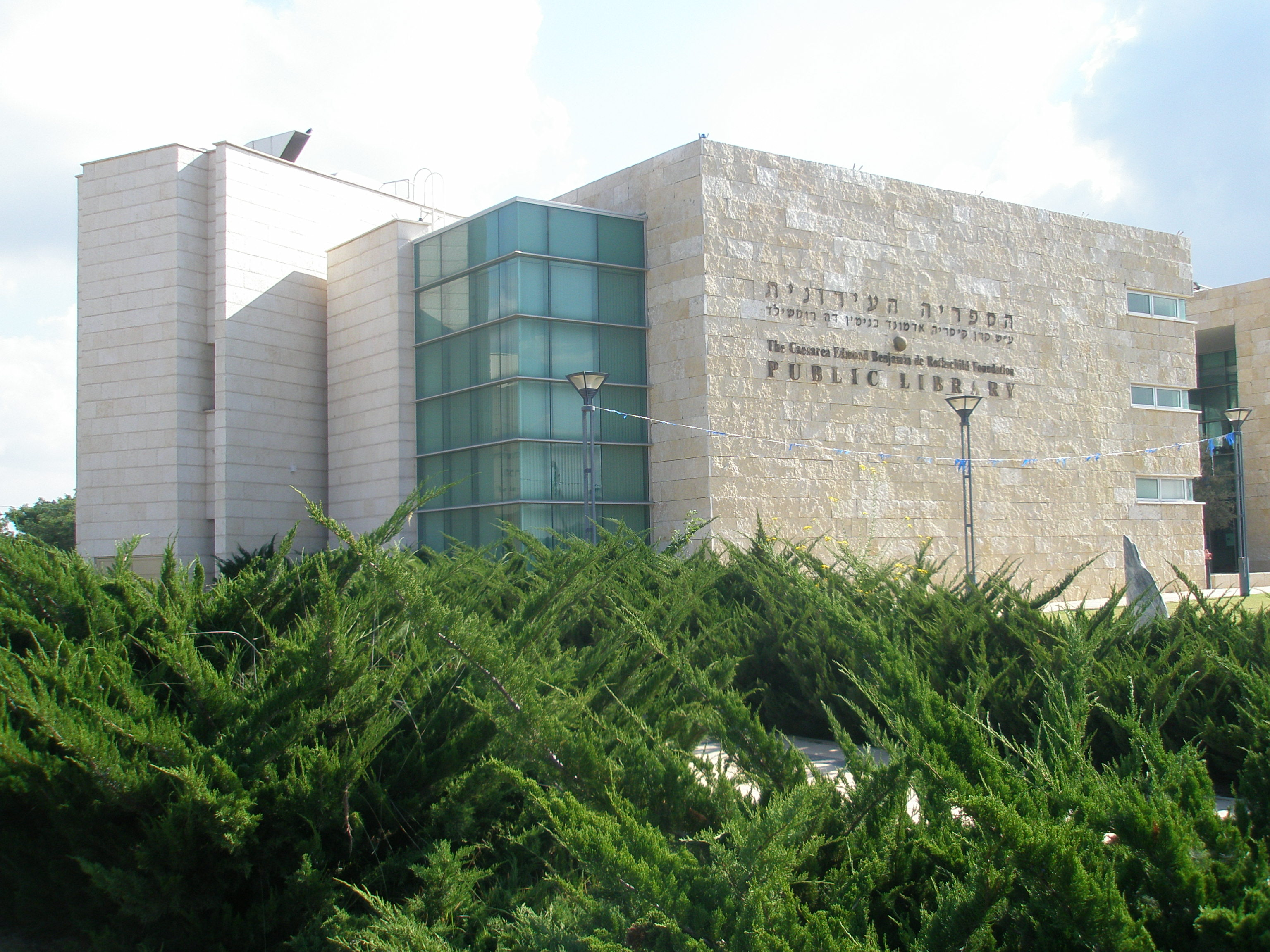
أور عقيفا، مكتبة أور عقيفا العامة
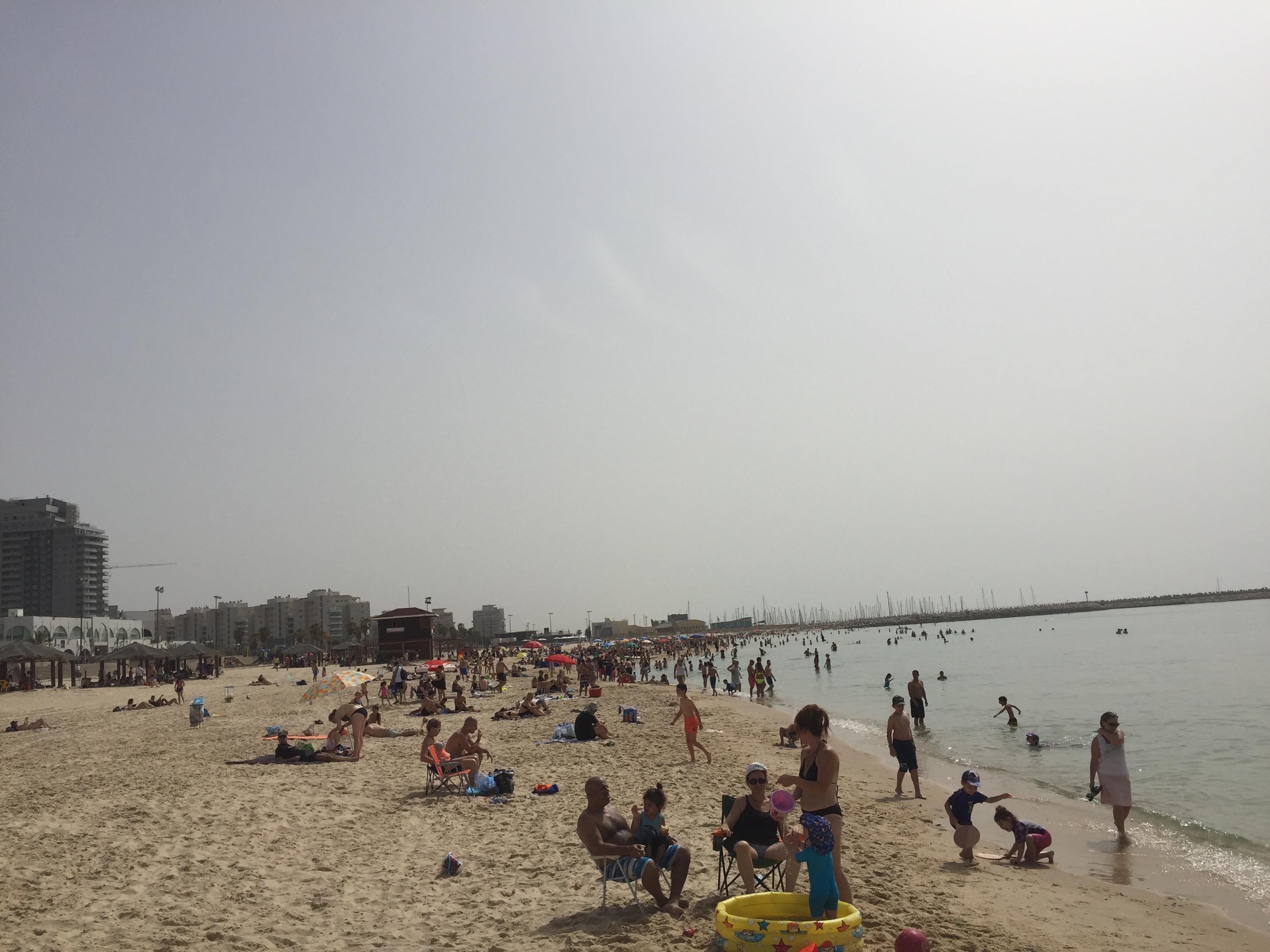
الشاطئ في أسدود
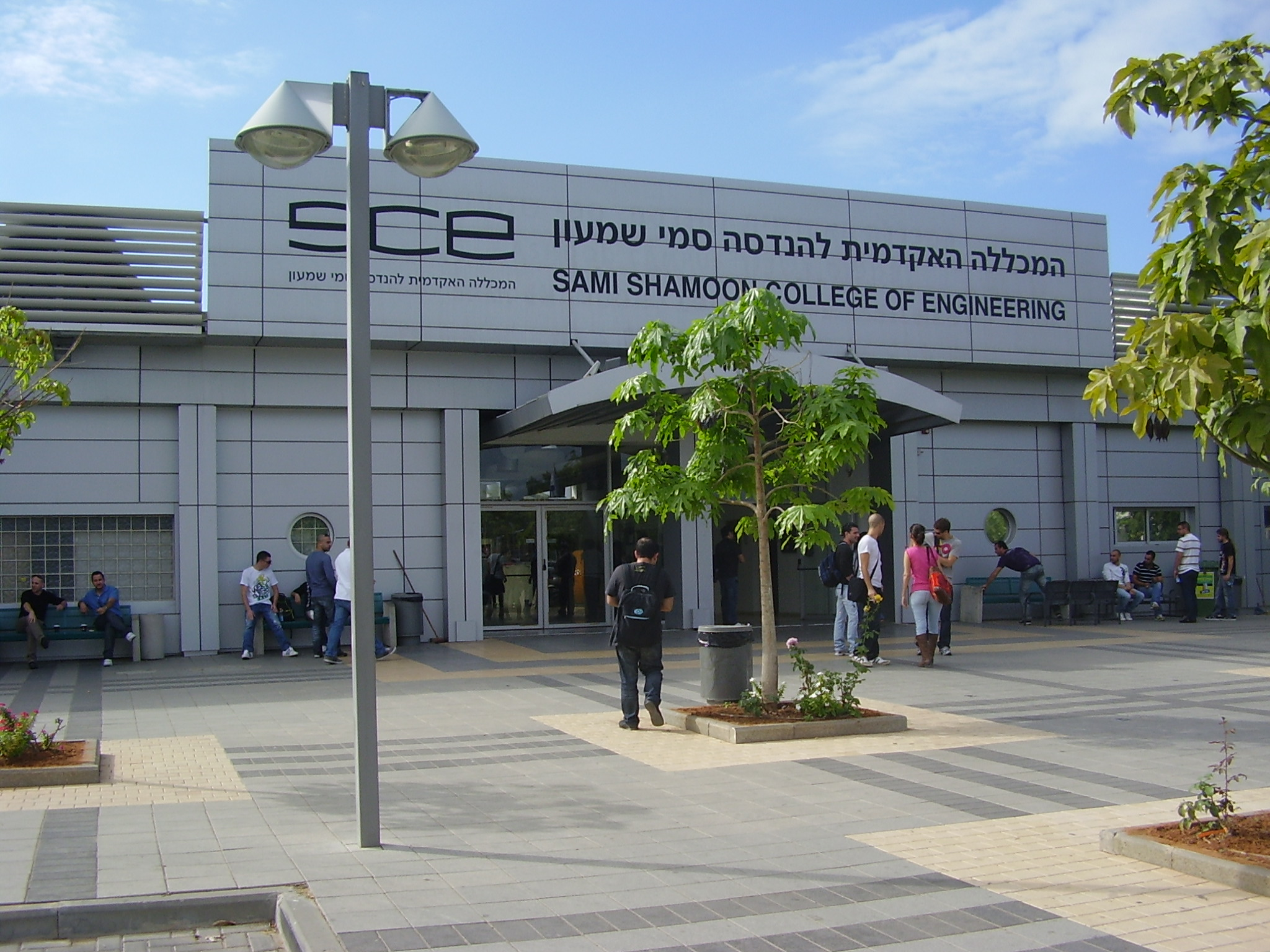
كلية أسدود للهندسة
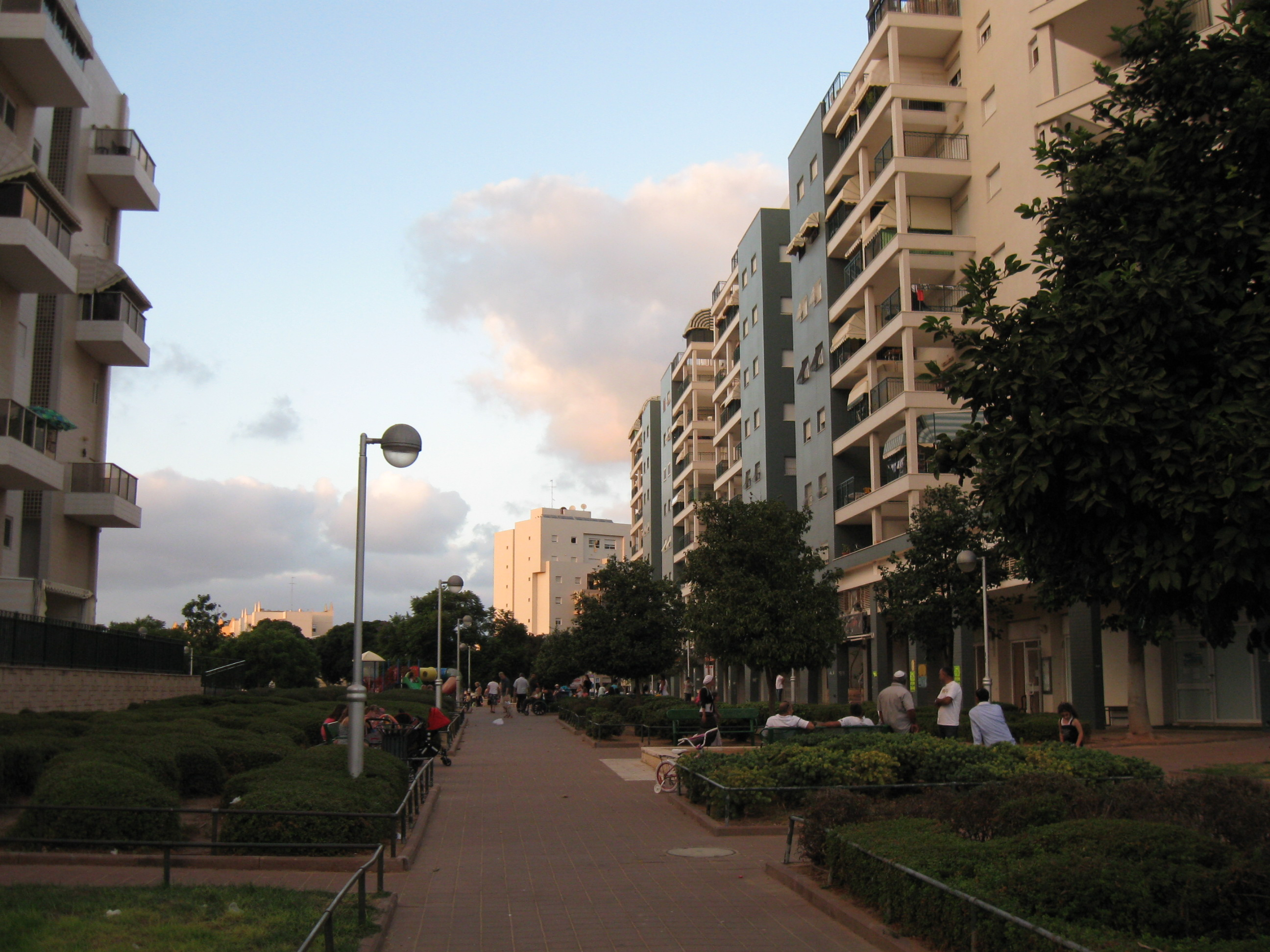
عسقلان